# Јеленча
Јеленча је приградско насељено место у Граду Шапцу у Мачванском округу. Према попису из 2022. било је 1561 становника.
У време пре Првог српског устанка, крајем 18. века, у околини Шапца камени мост је постојао једино на београдском путу: преко реке Думаче, код старог Бреста. Мост се налазио између Оџиног села (данашњи Поцерски Причиновић) и Јеленче. Мост су (према причи старијих људи из овог краја) срушили немачки тенкови за време Другог светског рата, док су прелазили преко моста.

## Демографија
У насељу Јеленча живи 1449 пунолетних становника, а просечна старост становништва износи 39,5 година (38,5 код мушкараца и 40,4 код жена). У насељу има 626 домаћинстава, а просечан број чланова по домаћинству је 2,88.
Ово насеље је великим делом насељено Србима (према попису из 2002. године), а у последња три пописа, примећен је пад у броју становника.
|  |

| Демографија | Демографија | Демографија |
| Година      | Становника  | Становника  |
| ----------- | ----------- | ----------- |
| 1948.       | 526         |             |
| 1953.       | 607         |             |
| 1961.       | 1.133       |             |
| 1971.       | 1.579       |             |
| 1981.       | 1.950       |             |
| 1991.       | 1.902       | 1.848       |
| 2002.       | 1.803       | 2.047       |

| Етнички састав према попису из 2002.‍ | Етнички састав према попису из 2002.‍ | Етнички састав према попису из 2002.‍ | Етнички састав према попису из 2002.‍ | Етнички састав према попису из 2002.‍ |
| ------------------------------------ | ------------------------------------ | ------------------------------------ | ------------------------------------ | ------------------------------------ |
|                                      |                                      |                                      |                                      |                                      |
| Срби                                 | Срби                                 |                                      | 1.744                                | 96,72%                               |
| Роми                                 | Роми                                 |                                      | 23                                   | 1,27%                                |
| Хрвати                               | Хрвати                               |                                      | 4                                    | 0,22%                                |
| Муслимани                            | Муслимани                            |                                      | 3                                    | 0,16%                                |
| Мађари                               | Мађари                               |                                      | 1                                    | 0,05%                                |
| Бугари                               | Бугари                               |                                      | 1                                    | 0,05%                                |
| непознато                            | непознато                            |                                      | 9                                    | 0,49%                                |

| Година пописа     | 1948. | 1953. | 1961. | 1971. | 1981. | 1991. | 2002. |
| ----------------- | ----- | ----- | ----- | ----- | ----- | ----- | ----- |
| Број домаћинстава | 117   | 143   | 306   | 416   | 562   | 590   | 626   |

| Број чланова      | 1   | 2   | 3   | 4   | 5  | 6  | 7 | 8 | 9 | 10 и више | Просек |
| ----------------- | --- | --- | --- | --- | -- | -- | - | - | - | --------- | ------ |
| Број домаћинстава | 104 | 179 | 124 | 152 | 43 | 23 | 0 | 1 | 0 | 0         | 2,88   |

| Пол    | Укупно | Неожењен/Неудата | Ожењен/Удата | Удовац/Удовица | Разведен/Разведена | Непознато |
| ------ | ------ | ---------------- | ------------ | -------------- | ------------------ | --------- |
| Мушки  | 733    | 206              | 472          | 27             | 22                 | 6         |
| Женски | 776    | 125              | 486          | 118            | 45                 | 2         |
| УКУПНО | 1.509  | 331              | 958          | 145            | 67                 | 8         |

| Пол    | Укупно                    | Пољопривреда, лов и шумарство | Рибарство                            | Вађење руде и камена | Прерађивачка индустрија       |
| ------ | ------------------------- | ----------------------------- | ------------------------------------ | -------------------- | ----------------------------- |
| Мушки  | 332                       | 28                            | 0                                    | 0                    | 170                           |
| Женски | 209                       | 26                            | 0                                    | 0                    | 66                            |
| УКУПНО | 541                       | 54                            | 0                                    | 0                    | 236                           |
| Пол    | Производња и снабдевање   | Грађевинарство                | Трговина                             | Хотели и ресторани   | Саобраћај, складиштење и везе |
| Мушки  | 4                         | 37                            | 33                                   | 8                    | 22                            |
| Женски | 0                         | 3                             | 42                                   | 3                    | 6                             |
| УКУПНО | 4                         | 40                            | 75                                   | 11                   | 28                            |
| Пол    | Финансијско посредовање   | Некретнине                    | Државна управа и одбрана             | Образовање           | Здравствени и социјални рад   |
| Мушки  | 0                         | 5                             | 13                                   | 0                    | 7                             |
| Женски | 5                         | 4                             | 4                                    | 10                   | 36                            |
| УКУПНО | 5                         | 9                             | 17                                   | 10                   | 43                            |
| Пол    | Остале услужне активности | Приватна домаћинства          | Екстериторијалне организације и тела | Непознато            | Непознато                     |
| Мушки  | 3                         | 0                             | 0                                    | 2                    | 2                             |
| Женски | 3                         | 0                             | 0                                    | 1                    | 1                             |
| УКУПНО | 6                         | 0                             | 0                                    | 3                    | 3                             |